# 伊勢屋市兵衛
伊勢屋 市兵衛（いせや いちべえ、生没年不詳）は江戸時代の江戸の地本問屋である。

## 来歴
伊勢市と号す。幕末の江戸において地本問屋を営業している。歌川国芳、歌川広重の錦絵を出版している。

## 作品
- 歌川国芳 「源氏雲浮世画合」 大判揃物 弘化
- 歌川広重 「隅田堤闇夜の桜」 大判3枚続 嘉永初期
- 歌川広重 「東海道五十三次」 大判揃物